# Hollerich (dzielnica Luksemburga)
Hollerich (lb. Hollerech) – dzielnica miasta Luksemburg, w Luksemburgu, w kantonie Luksemburg. Do 3 października 2015 dzielnica leżała w dystrykcie Luksemburg. Leży w południowo=zachodniej części miasta. Jest jedną z 24 dzielnic – jednostek pomocniczych miasta Luksemburg. 31 grudnia 2022 r. populacja dzielnicy wynosiła 7699 mieszkańców. Do 31 maja 1920 Hollerich był samodzielną gminą.